# São Vicente (Iacanga)
São Vicente é um bairro rural (área urbana isolada) do município brasileiro de Iacanga, no interior do estado de São Paulo.

## História

### Origem
O bairro São Vicente foi fundado em território do município de Iacanga na primeira metade do século XX.

## Geografia

### Demografia

#### População urbana
| Crescimento população urbana | Crescimento população urbana | Crescimento população urbana | Crescimento população urbana |
| Censo                        | Pop.                         |                              | %±                           |
| ---------------------------- | ---------------------------- | ---------------------------- | ---------------------------- |
| 1991                         | 141                          |                              | —                            |
| 2000                         | 151                          |                              | 7,1%                         |
| 2010                         | 169                          |                              | 11,9%                        |
| Fonte: IBGE e Fundação SEADE |                              |                              |                              |

Até o Censo 2010 (IBGE) São Vicente era classificado pelo IBGE como área urbana isolada do distrito sede.

### Rodovias
O principal acesso ao bairro é a estrada vicinal Maurílio Biaconcini, com início no trevo de entrada da cidade de Iacanga no km 390 da Rodovia Cezário José de Castilho (SP-321).

## Serviços públicos

### Saneamento
O serviço de abastecimento de água é feito pela Prefeitura Municipal de Iacanga. 

### Energia
A responsável pelo abastecimento de energia elétrica é a CPFL Paulista, distribuidora do grupo CPFL Energia.

## Religião
O Cristianismo se faz presente no bairro da seguinte forma:

### Igreja Católica
- A igreja faz parte da Diocese de Bauru[10].